# Ben Reichert
Ben Reichert (in ebraico בן רייכרט‎?; Ramat HaSharon, 4 marzo 1994) è un calciatore israeliano, centrocampista del Shimshon Tel Aviv.

## Caratteristiche tecniche
È un trequartista.

## Carriera

### Club
Cresciuto nelle giovanili dell'Ironi R. HaSharon, ha esordito il 18 maggio 2013 in un match perso 1-0 contro l'Ironi K. Shmona.

## Statistiche

### Presenze e reti nei club
Statistiche aggiornate al 7 luglio 2017.
| Stagione                        | Squadra                         | Campionato                      | Campionato | Campionato | Coppe nazionali | Coppe nazionali | Coppe nazionali | Coppe continentali | Coppe continentali | Coppe continentali | Altre coppe | Altre coppe | Altre coppe | Totale | Totale | Totale |
| Stagione                        | Squadra                         | Comp                            | Pres       | Reti       | Comp            | Pres            | Reti            | Comp               | Pres               | Reti               | Comp        | Pres        | Reti        | Pres   | Reti   |        |
| ------------------------------- | ------------------------------- | ------------------------------- | ---------- | ---------- | --------------- | --------------- | --------------- | ------------------ | ------------------ | ------------------ | ----------- | ----------- | ----------- | ------ | ------ | ------ |
| 2012-2013                       | Ironi R. HaSharon               | A                               | 1          | 0          | CI+CA           | 0               | 0               |                    | -                  | -                  |             | -           | -           | 1      | 0      |        |
| 2013-2014                       | Ironi R. HaSharon               | A                               | 29         | 3          | CI+CA           | 2+0             | 0               |                    | -                  | -                  |             | -           | -           | 31     | 3      |        |
| Totale Ironi Nir Ramat HaSharon | Totale Ironi Nir Ramat HaSharon | Totale Ironi Nir Ramat HaSharon | 30         | 3          |                 | 2               | 0               |                    | -                  | -                  |             | -           | -           | 32     | 3      |        |
| 2014-gen. 2015                  | Maccabi Tel Aviv                | A                               | 5          | 0          | CI+CA           | 2+3             | 1+1             | UCL+UEL            | 0                  | 0                  |             | -           | -           | 10     | 2      |        |
| gen.-giu. 2015                  | Hapoel Tel Aviv                 | A                               | 10         | 2          | CI+CA           | 0               | 0               |                    | -                  | -                  |             | -           | -           | 10     | 2      |        |
| 2015-2016                       | Hapoel Tel Aviv                 | A                               | 27         | 0          | CI+CA           | 2+1             | 1+0             |                    | -                  | -                  |             | -           | -           | 30     | 1      |        |
| 2016-2017                       | Hapoel Tel Aviv                 | A                               | 28         | 1          | CI+CA           | 1+4             | 0               |                    | -                  | -                  |             | -           | -           | 33     | 1      |        |
| Totale Hapoel Tel Aviv          | Totale Hapoel Tel Aviv          | Totale Hapoel Tel Aviv          | 65         | 3          |                 | 8               | 1               |                    | -                  | -                  |             | -           | -           | 73     | 4      |        |
| Totale carriera                 | Totale carriera                 | Totale carriera                 | 100        | 6          |                 | 15              | 3               |                    | -                  | -                  |             | -           | -           | 115    | 9      |        |

## Palmarès

### Club

#### Competizioni nazionali
- Coppa Toto Al: 1

Maccabi Tel Aviv: 2014-2015